# Hermann Tietz (Kaufmann)
Hermann Tietz (* 29. April 1837 in Birnbaum, Provinz Posen; 3. Mai 1907 in Berlin) war ein deutscher Kaufmann jüdischen Glaubens und Namensgeber des Warenhaus-Unternehmens Hermann Tietz OHG, das 1933 „arisiert“ wurde. Die arisierenden Banken bildeten aus den Anfangsbuchstaben Hermann Tietz die Wortmarke Hertie.

## Leben
Hermann Tietz war der Sohn von Salomon Hirsch Tietz und dessen zweiter Frau Esther.

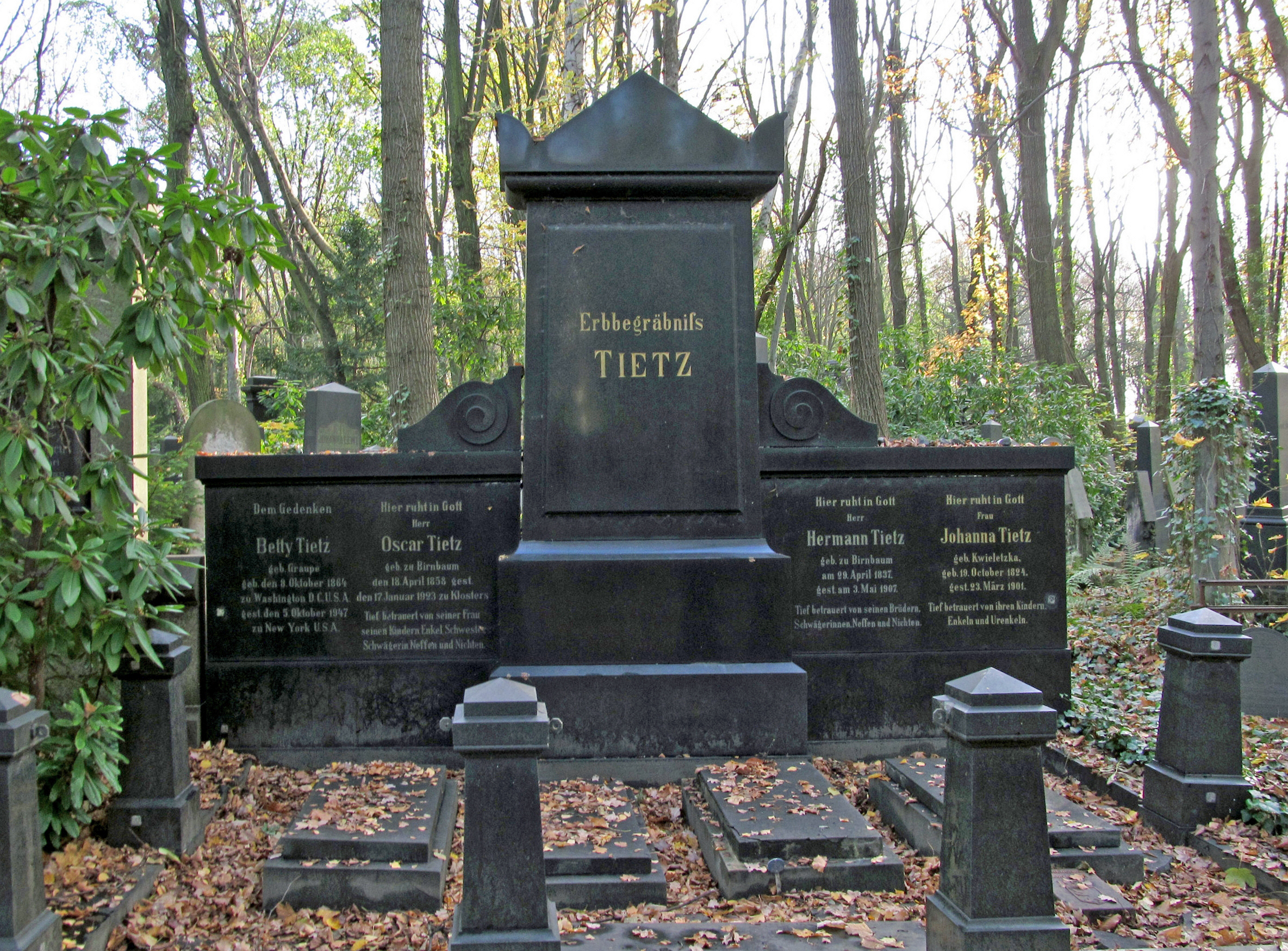
Familiengruft Tietz auf dem Jüdischen Friedhof Berlin-Weißensee

Hermann Tietz lebte zwei Jahrzehnte in Amerika und sammelte Erfahrungen mit dem dortigen Wirtschaftsleben. 1882 finanzierte er seinem Neffen Oscar Tietz (1858–1923) die Gründung eines Textil-Einzelhandelsgeschäfts, der Hermann Tietz OHG in Gera. Noch im gleichen Jahr schied er als Teilhaber aus. Hermann Tietz legte die Grundlagen für den Erfolg des Unternehmens seines Neffen durch die Einführung neuer Verkaufspraktiken und -techniken sowie die Finanzierung der Expansion in andere Städte.

„In der Nacht zum Samstag ist in seiner in der Viktoriastraße gelegenen Wohnung der Seniorchef der Firma Warenhaus Hermann Tietz, Herr Hermann Tietz, an Arterienverkalkung gestorben. Der Verstorbene, der vor wenigen Tagen, am 23. April, sein 70. Lebensjahr vollendet hatte, nahm in den Kreisen seiner engeren Berufsgenossen eine sehr angesehene Stellung ein und galt auf dem Gebiete des Warenhauswesens als eine erste Autorität. Aus kleinbürgerlichen Verhältnissen stammend – seine Geburtsstadt ist Birnbaum in Posen –, gründete er in Gera ein bescheidenes Weißwarengeschäft, und aus diesen kleinen Anfängen heraus hat er die Warenhäuser Hermann Tietz und unmittelbar danach die Aktiengesellschaft Warenhaus Leonhardt Tietz geschaffen, die jetzt in fast allen Großstädten Deutschlands, namentlich im Süden und Westen, Niederlassungen haben und auch in weitschauender kaufmännischer Kühnheit Interessengemeinschaften mit dem Auslande schlossen. Im Jahre 1900 wurde das Berliner Haus gegründet; man bewunderte damals den Mut Hermann Tietz', in Berlin neben den bestehenden Warenhäusern noch ein derartiges Unternehmen zu gründen. […] Schon vor einigen Jahren zog sich Hermann Ti[e]tz von der Leitung des Hauses zurück, die nun sein Neffe Oskar Tietz mit gleich gutem Erfolge führt. Doch bis in die letzten Tage zeigte er für das Geschäft das regste Interesse. Der alte Herr, der Junggeselle war, war für seine Person von höchster Bedürfnislosigkeit; sein wohltätiger Sinn kam einer ganzen Reihe von humanitären Vereinen und Anstalten zugute, die in ihm einem eifrigen Förderer verlieren.“

Hermann Tietz wurde auf dem Jüdischen Friedhof Berlin-Weißensee im Feld O2 beigesetzt. Seit 1995 wird das Grab als ein Ehrengrab der Stadt Berlin geführt.

## Familie

### Bruder Markus Tietz
Markus Tietz (1849–1901) war ein jüngerer Bruder von Hermann, der 1886 gemeinsam mit einem weiteren Bruder Karl und Unterstützung von Hermann Tietz das Warenhaus H. & C. Tietz (für Hermann und Chaskel) in Bamberg, Hauptwachstraße 14, gründete. Bereits ab 1887 war nur noch Markus Tietz Eigentümer. Das Bamberger Haus eröffnete weitere Filialen in Schweinfurt, Erfurt, Chemnitz, Gera und Frankfurt am Main.
Nach dem frühen Tod von Markus Tietz im Jahre 1901 übernahm dessen Ehefrau Julie Tietz, geb. Baumann (1853–1930) die Geschäftsführung. 1926 wurde die Firma, wie auch das Kaufhaus des Westens des Adolf Jandorf, von der Hermann Tietz OHG übernommen.

### Neffe Oscar Tietz
Die Hermann Tietz OHG wurde in der Zeit des Nationalsozialismus „arisiert“. In Abstimmung mit dem Reichswirtschaftsministerium luden die Gläubigerbanken im März 1933 die drei Gesellschafter und Geschäftsführer des Tietz-Konzerns vor. Hugo Zwillenberg sowie die Söhne von Oscar Tietz, Georg und Martin Tietz, wurden mit einem angeblichen Entschuldungsplan konfrontiert, der auf eine „kalte“ Enteignung hinauslief („Arisierung“). Man traf sich im Hotel Adlon und nahm ihnen die Pässe ab, um den Verkaufsdruck zu Bedingungen der Banken zu erhöhen und um ihre Ausreise zu verhindern. Nur unter der Bedingung, dass eine „arische“ Geschäftsführung eingesetzt würde, erklärten sich die Bankenvertreter jetzt noch bereit, den Kredit an die Tietz-Gruppe zu vergeben.
Wegen der Weltwirtschaftskrise ab 1929 geriet auch die Hermann Tietz OHG in Liquiditätsengpässe. Trotz einer informellen Zusage zu Beginn des Jahres 1933 wurde nach der „Machtergreifung“ im Februar 1933 ein Kredit über 14,5 Millionen Reichsmark (kaufkraftbereinigt in heutiger Währung: rund 65 Millionen Euro) von der Akzept- und Garantiebank (kurz: Akzeptbank) zurückgehalten. Diese Akzeptbank wurde am 28. Juli 1931 gegründet, um als Schaltstelle zwischen den privaten Banken und der Reichsbank Liquiditätsengpässe bei den Banken zu überwinden. Ein von den Banken vorbereiteter sogenannter Auseinandersetzungsvertrag sah einen sofortigen Austritt von Hugo Zwillenberg vor. An seine Stelle trat ohne Vermögenseinlage, jedoch mit Stimmenmehrheit die neugegründete Hertie Kaufhaus-Beteiligungs-Gesellschaft m.b.H. (kurz: Hertie GmbH). Die Marke Hertie schufen die arisierenden Banken, die schließlich Georg und Martin Tietz durch die Androhung von Kreditkündigungen zur Aufgabe zwangen.

### Neffe Leonhard Tietz
Hermann Tietz war der Onkel von Leonhard Tietz, dem Gründer der Aktiengesellschaft Leonhard Tietz AG, die seit Juli 1933 auf Druck des NS-Regimes in Westdeutsche Kaufhof AG umbenannt wurde. Eigentümer des Konzerns waren seitdem Commerzbank, Deutsche Bank und Dresdner Bank.